# Danh sách phim VTV phát sóng năm 2009
Đây là danh sách các bộ phim VTV phát sóng trong năm 2009.
←2008 - 2009 - 2010→

## Tết Nguyên Đán
Những bộ phim này được phát sóng trên VTV3 vào ngày mùng 1 Tết Nguyên Đán.
| Thời gian  | Tên              | Số tập | NSX | Đoàn làm phim | Bài hát chủ đề                    | Thể loại | Ghi chú                    |
| ---------- | ---------------- | ------ | --- | --- | --------------------------------- | -------- | -------------------------- |
| 26 tháng 1 | Yêu chạy         | 1      | VFC | Vũ Minh Trí (đạo diễn); Đặng Diệu Hương (kịch bản); Công Lý, Trung Hiếu, Tuấn Minh, Hồng Hạnh...                                                                         |                                   | Lãng mạn | Phát sóng lúc 09:00-10:15. |
| 26 tháng 1 | Kén dâu như ý    | 1      | VFC | Lê Cường Việt (đạo diễn); Hoàng Nhuệ Giang (kịch bản); Minh Tiệp, Lê Phương Mai...                                                                                       |                                   | Gia đình | Phát sóng lúc 18:00-19:00. |
| 26 tháng 1 | Ớt nào chẳng cay | 1      | VFC | Đỗ Gia Chung (đạo diễn); Nguyễn Ngân Hà (kịch bản); Bá Anh, Trương Thu Hà, Đỗ Quỳnh Hoa, Lê Quốc Thắng, Ngọc Tuyết, Thu Hà, Kim Bình, Minh Trang, Mạnh Cường, Mạnh Hà... | Xuân yêu thương Trình bày: Pha Lê | Gia đình | Phát sóng lúc 21:00-22:15. |

## VTV1 - Phim truyện Việt Nam giờ vàng
Lưu ý: Bắt đầu từ ngày 22 tháng 4 năm 2009, khung giờ được chia làm 2 phim/tuần ("thứ Hai - thứ Tư" và "thứ Năm - thứ Sáu").

### Phim thứ Hai - thứ Sáu (trước 22 tháng 4)
Những bộ phim này phát sóng từ 20:10 đến 21:10 các ngày từ thứ Hai đến thứ Sáu trên VTV1.
| Thời gian               | Tên             | Số tập | NSX | Đoàn làm phim | Bài hát chủ đề                                                                     | Thể loại            | Ghi chú                                                                                          |
| ----------------------- | --------------- | ------ | --- | --- | ---------------------------------------------------------------------------------- | ------------------- | ------------------------------------------------------------------------------------------------ |
| 4 tháng 2 - 17 tháng 3  | Ngõ lỗ thủng    | 29     | VFC | Trần Quốc Trọng (đạo diễn); Đặng Diệu Hương (kịch bản); Đỗ Kỷ, Phú Kiên, Dũng Nhi, Hồng Nhung, Ngô Duy Phương, Trần Quốc Trọng, Phương Khanh, Tùng Dương, Trịnh Thu Hà, Trung Hiếu, Trần Hạnh, Đức Trung, Thanh Thủy, Bích Khang, Phương Loan, Thanh Hiền, Bạch Diện, Lý Thanh Kha, Trần Nhượng, Ánh Ngọc, Đình Chiến, Hạ Thiên Tâm, Tiến Bỉnh, Văn Báu, Thi Nhung, Tô Kim Phụng, Hoàng Hải, Văn Dũng, Mậu Hòa, Văn Lâm... | Tiễn biệt những ngày buồn Thơ: Trung Trung Đỉnh Nhạc: Trọng Đài Trình bày: Mai Hoa | Chính luận, lịch sử | Dựa theo tiểu thuyết "Tiễn biệt những ngày buồn" và "Ngõ lỗ thủng" của tác giả Trung Trung Đỉnh. |
| 18 - 25 tháng 3         | Chuyện thám tử  | 6      | VFC | Bùi Thọ Thịnh (đạo diễn); Phạm Thanh Long (kịch bản); Anh Vũ, Diễm Hằng, Đức Anh, Hải Anh... |                                                                                    | Hài kịch, tội phạm  |                                                                                                  |
| 26 tháng 3 - 21 tháng 4 | Đi qua bóng tối | 18     | VFC | Vũ Minh Trí (đạo diễn); Đặng Minh Châu (kịch bản); Huỳnh Minh Thủy, Hoàng Dũng, Minh Châu, Ngọc Thoa, Trần Hạnh, Quang Ánh, Trúc Mai, Cường Việt, Đức Thuận, Trần Đức, Khôi Nguyên, Văn Bích, Kim Phụng, Huyền Thanh, Hoàng Yến, Tiến Minh, Quốc Quân, Quý Hải... | Đi qua bóng tối Trình bày: Tiến Minh Để mãi có nhau Trình bày: Tuyết Mai           | Tội phạm            |                                                                                                  |

### Phim thứ Hai - thứ Tư
Những bộ phim này phát sóng từ 20:10 đến 21:10 các ngày từ thứ Hai đến thứ Tư trên VTV1. Riêng Tìm lại chính mình được phát sóng lúc 21:00.
| Thời gian                                 | Tên                   | Số tập | NSX             | Đoàn làm phim | Bài hát chủ đề                                 | Thể loại | Ghi chú |
| ----------------------------------------- | --------------------- | ------ | --------------- | --- | ---------------------------------------------- | -------- | --- |
| 27 tháng 4 - 21 tháng 7                   | Có lẽ nào ta yêu nhau | 37     | BHD             | Tống Thành Vinh (đạo diễn); Nguyễn Hữu Thị Tường Vy (kịch bản); Ngọc Quyên, Trịnh Thăng Bình, Anh Thư, Tommy Trần, Bằng Lăng, Diễm My, Hồng Hạnh, Trung Dũng, Mai Huỳnh, Tường Vi, Quỳnh Trang, Hoài Trang, Dương Cẩm Lynh... | Ta đã yêu trong mưa gió Trình bày: Thủy Tiên   | Gia đình | Dựa theo phim Hàn Quốc Mothers and Sisters (2000) |
| 10 tháng 8 - 6 tháng 10                   | Tìm lại chính mình    | 25     | Đông A Pictures | Trần Lực (đạo diễn); Chu Lai, Bảo Khánh, Tống Phương Dung (kịch bản); Kiều Thanh, Bảo Kỳ, Vũ Phan Anh, Đỗ Nhật Nam, Quang Sự, Hữu Phương, Linh Linh, Văn Lượng, Thái An, Tiến Việt, Phú Thăng, Mỹ Hạnh, Lan Hương 'Bông', Trần Kiếm, Vân Anh, Tuấn Quang, Thùy Linh, Trần Thy, Minh Nguyệt, Quang Vinh, Phương Hạnh, Bình Xuyên, Kim Yến, Thanh Hương...                     | Hãy tin - hãy yêu Trình bày: Ngọc Anh          |          | Dựa theo truyện ngắn "Những cánh diều bay" của tác giả Trung Phương. |
| 12 tháng 10 năm 2009 - 3 tháng 3 năm 2010 | Đại gia đình          | 48     | Phước Sang Film | Trần Quang Đại (đạo diễn); Ngọc Linh (kịch bản); Hùng Minh, Minh Đức, Hà Xuyên, Việt Anh, Mai Thanh Dung, Hà Kiều Anh, Chi Bảo, Bình Minh, Thanh Thúy, Quyền Linh, Thanh Mai, Ngọc Trinh, Quốc Trường, Kim Thư, Phước Sang, Minh Trang, Cao Minh, Phi Phụng, Công Hậu, Lê China, Lâm Trung Hiền, Kim Phương, Hoài Trung, Phương Dung, Xuân Thủy, Tấn Hoàng, Tiểu Bảo Quốc... | Giấc mơ ban ngày Blue tình Sáng tác: Mai Trang | Gia đình | Hoãn 3 tập do sự kiện đăc biêt. Ban đầu bao gồm 2 phần (108 tập) nhưng chỉ phần 1 được phát sóng. Hoãn 1 tháng để phát sóng những bộ phim Tết (5 - 29 tháng 1 năm 2010) |

### Phim thứ Năm - thứ Sáu
Những bộ phim này phát sóng từ 20:10 đến 21:10 thứ Năm và thứ Sáu trên VTV1.
| Thời gian                                 | Tên | Số tập | NSX | Đoàn làm phim | Bài hát chủ đề | Thể loại | Ghi chú |
| ----------------------------------------- | --- | --- | --- | --- | --- | --- | --- |
| 22 tháng 4 - 4 tháng 8                    | Phát lại bộ phim Xin lỗi tình yêu, lên sóng lần đầu trên kênh HTV9 vào năm 2007. Lưu ý: - Tập 1 phát sóng vào thứ Tư. - Hoãn 3 tập vào các ngày 7 tháng 5, 4 - 5 tháng 6. - Từ tập 22 đến tập cuối (tập 34) phát sóng từ thứ Hai - thứ Sáu (22 tháng 7 - 4 tháng 8). | Phát lại bộ phim Xin lỗi tình yêu, lên sóng lần đầu trên kênh HTV9 vào năm 2007. Lưu ý: - Tập 1 phát sóng vào thứ Tư. - Hoãn 3 tập vào các ngày 7 tháng 5, 4 - 5 tháng 6. - Từ tập 22 đến tập cuối (tập 34) phát sóng từ thứ Hai - thứ Sáu (22 tháng 7 - 4 tháng 8). | Phát lại bộ phim Xin lỗi tình yêu, lên sóng lần đầu trên kênh HTV9 vào năm 2007. Lưu ý: - Tập 1 phát sóng vào thứ Tư. - Hoãn 3 tập vào các ngày 7 tháng 5, 4 - 5 tháng 6. - Từ tập 22 đến tập cuối (tập 34) phát sóng từ thứ Hai - thứ Sáu (22 tháng 7 - 4 tháng 8). | Phát lại bộ phim Xin lỗi tình yêu, lên sóng lần đầu trên kênh HTV9 vào năm 2007. Lưu ý: - Tập 1 phát sóng vào thứ Tư. - Hoãn 3 tập vào các ngày 7 tháng 5, 4 - 5 tháng 6. - Từ tập 22 đến tập cuối (tập 34) phát sóng từ thứ Hai - thứ Sáu (22 tháng 7 - 4 tháng 8). | Phát lại bộ phim Xin lỗi tình yêu, lên sóng lần đầu trên kênh HTV9 vào năm 2007. Lưu ý: - Tập 1 phát sóng vào thứ Tư. - Hoãn 3 tập vào các ngày 7 tháng 5, 4 - 5 tháng 6. - Từ tập 22 đến tập cuối (tập 34) phát sóng từ thứ Hai - thứ Sáu (22 tháng 7 - 4 tháng 8). | Phát lại bộ phim Xin lỗi tình yêu, lên sóng lần đầu trên kênh HTV9 vào năm 2007. Lưu ý: - Tập 1 phát sóng vào thứ Tư. - Hoãn 3 tập vào các ngày 7 tháng 5, 4 - 5 tháng 6. - Từ tập 22 đến tập cuối (tập 34) phát sóng từ thứ Hai - thứ Sáu (22 tháng 7 - 4 tháng 8). | Phát lại bộ phim Xin lỗi tình yêu, lên sóng lần đầu trên kênh HTV9 vào năm 2007. Lưu ý: - Tập 1 phát sóng vào thứ Tư. - Hoãn 3 tập vào các ngày 7 tháng 5, 4 - 5 tháng 6. - Từ tập 22 đến tập cuối (tập 34) phát sóng từ thứ Hai - thứ Sáu (22 tháng 7 - 4 tháng 8). |
| 5 tháng 8 - 16 tháng 10                   | Phát lại bộ phim Tình án, lên sóng lần đầu trên kênh HTV9 hồi đầu cùng năm. Lưu ý: Tập 20 phát sóng vào thứ Tư, ngày 7 tháng 10. | Phát lại bộ phim Tình án, lên sóng lần đầu trên kênh HTV9 hồi đầu cùng năm. Lưu ý: Tập 20 phát sóng vào thứ Tư, ngày 7 tháng 10. | Phát lại bộ phim Tình án, lên sóng lần đầu trên kênh HTV9 hồi đầu cùng năm. Lưu ý: Tập 20 phát sóng vào thứ Tư, ngày 7 tháng 10. | Phát lại bộ phim Tình án, lên sóng lần đầu trên kênh HTV9 hồi đầu cùng năm. Lưu ý: Tập 20 phát sóng vào thứ Tư, ngày 7 tháng 10. | Phát lại bộ phim Tình án, lên sóng lần đầu trên kênh HTV9 hồi đầu cùng năm. Lưu ý: Tập 20 phát sóng vào thứ Tư, ngày 7 tháng 10. | Phát lại bộ phim Tình án, lên sóng lần đầu trên kênh HTV9 hồi đầu cùng năm. Lưu ý: Tập 20 phát sóng vào thứ Tư, ngày 7 tháng 10. | Phát lại bộ phim Tình án, lên sóng lần đầu trên kênh HTV9 hồi đầu cùng năm. Lưu ý: Tập 20 phát sóng vào thứ Tư, ngày 7 tháng 10. |
| 22 tháng 10 - 6 tháng 11                  | Phá vỡ im lặng | 10 | Điệp Vân Film, CSAGA và UNODC | Hoàng Nhuận Cầm (đạo diễn); Đoàn Quốc Thắng, Hoàng Nhuận Cầm (kịch bản); Quốc Trị, Điệp Vân, Hoàng Cúc, Tiến Đạt, Tạ Minh Thảo, Minh Nguyệt, Ngọc Tản, Đức Hải, Ngọc Lan, Bá Cường, Hoàng Vy, Hà Quyên, Minh Tâm, Bằng Linh, Nam Cường, Tuấn Dương, Tiến Lộc, Quỳnh Trang, Mẫn Đức Kiên, Vũ Phan Anh, Đức Minh, Tiến Mộc, Phương Khanh, Nguyễn Chung, Thanh Xuân, Phương Hạnh, Tùng Anh, Hà Anh... | Đi cấy (dân ca) | Tội phạm | Phát sóng 2 tập/ngày, mỗi tập 30 phút. Hoãn 2 tập vào ngày 30 tháng 10. |
| 12 tháng 11 - 18 tháng 12                 | Phát lại bộ phim Hộ chiếu vào đời, lên sóng lần đầu trên kênh HTV9 vào năm 2007. | Phát lại bộ phim Hộ chiếu vào đời, lên sóng lần đầu trên kênh HTV9 vào năm 2007. | Phát lại bộ phim Hộ chiếu vào đời, lên sóng lần đầu trên kênh HTV9 vào năm 2007. | Phát lại bộ phim Hộ chiếu vào đời, lên sóng lần đầu trên kênh HTV9 vào năm 2007. | Phát lại bộ phim Hộ chiếu vào đời, lên sóng lần đầu trên kênh HTV9 vào năm 2007. | Phát lại bộ phim Hộ chiếu vào đời, lên sóng lần đầu trên kênh HTV9 vào năm 2007. | Phát lại bộ phim Hộ chiếu vào đời, lên sóng lần đầu trên kênh HTV9 vào năm 2007. |
| 24 tháng 12 năm 2009 - 7 tháng 5 năm 2010 | Nhà có nhiều cửa sổ (phần 2) | 27 | VFC và Bộ Y tế | Phi Tiến Sơn (đạo diễn); Khải Hưng, Phi Tiến Sơn, Đỗ Trí Hùng, Vũ Nguyệt Ánh (kịch bản); Lê Mai, Tiến Đạt, Quế Hằng, Huyền Trang, Hoàng Công, Vi Cầm, Hồng Đăng, Mạnh Quân, Thanh Huyền, Tiến Lộc, Hoàng Giang, Đức Hiệp, Đàm Hoàng, Mạnh Trường, Thúy Hạnh, Quốc Quân, Văn Bích, Tùng Dương... | Tìm về đại dương Trình bày: Hà Anh Tuấn & Phương Linh | | Hoãn 1 tháng để phát sóng những bộ phim Tết (5 - 29 tháng 1 năm 2010) |

## VTV3 - Phim truyện Việt Nam giờ vàng

### Phim thứ Hai - thứ Tư
Những bộ phim này phát sóng từ 21:10 đến 22:20 các ngày từ thứ Hai đến thứ Tư trên VTV3.
| Thời gian                               | Tên                    | Số tập                   | NSX                   | Đoàn làm phim | Bài hát chủ đề                                                                                 | Thể loại           | Ghi chú |
| --------------------------------------- | ---------------------- | ------------------------ | --------------------- | --- | ---------------------------------------------------------------------------------------------- | ------------------ | --- |
| 1 tháng 4 - 1 tháng 7                   | Lập trình cho trái tim | 40 Phần 1: 24 Phần 2: 16 | FPT Media             | Nguyễn Mạnh Hà/Phạm Nhuệ Giang (đạo diễn); Nguyễn Thủy, Minh Anh, Thu Hà, Đinh Thủy, Thanh Nhàn (kịch bản); Nguyễn Quang Lập (biên tập); Quỳnh Nga, Minh Tiệp, Hồng Quang, Minh Hà, Nguyễn Thị Lan Hương, Đồng Thanh Bình, Đức Khuê, Uy Linh, Thành Trung, Trần Hiếu, Trương Thuận, Ngô Huy Hoàng, Huyền Thanh, Hồng Hải, Linh Chi, Tuấn Dương, Hồng Liên, Vũ Linh, Bảo Kỳ, Minh Tân, Nguyễn Thanh Tùng, Thu Huyền, Hà Đan, Hà Linh... | Bên nhau trọn đời Trình bày: Lan Hương Mãi mãi yêu anh Trình bày: Mỹ Dung                      | Lãng mạn, hài kịch | |
| 6 tháng 7 năm 2009 - 1 tháng 3 năm 2010 | Cô nàng bất đắc dĩ     | 100                      | VTV và Kiết Tường LLC | Hồng Ngân/Xuân Cường (đạo diễn); Trần Thùy Linh, Trần Ngọc Văn, Phạm Ngọc Tiến (biên tập & chuyển thể); Vũ Thu Phương, Đức Hải, Quang Thịnh/Huy Khánh, Đinh Thúy Hằng/Thanh Hoài, Tiết Cương, Thùy Dương, Quốc Huy, Quỳnh Thư, Châu Thế Tâm, Đinh Hằng Nga, Quốc Hùng, Kiều Trinh, Hồng Mơ, Duy Nhân, Huỳnh Anh Tuấn, Siu Black, Thanh Diệp, Trà My, Thủy Cúc, Xuân Yến, Xuân Hiệp, Huy Cường, Hải Anh, Tống Mỹ Ly...                  | Tình yêu thiên thần Phiên bản mở đầu bởi Kasim Hoàng Vũ Phiên bản kết thúc bởi Giang Hồng Ngọc | Lãng mạn, hài kịch | Dựa theo phim Argentina "Lalola". Ban đầu, bộ phim sẽ lên sóng với 150 tập, nhưng do nhiều phản hồi tiêu cực cho nên bộ phim còn lại 100 tập. Thay đổi một số diễn viên và đạo diễn sau tập 29 do mâu thuẫn nội bộ. |

### Phim thứ Năm - thứ Bảy
Bắt đầu từ ngày 9 tháng 7 năm 2009, khung giờ "thứ Năm - thứ Sáu" được chuyển thành "thứ Năm - thứ Bảy".
Những bộ phim này phát sóng từ 21:10 đến 22:20 các ngày từ thứ Năm đến thứ Bảy trên VTV3.
| Thời gian                                | Tên                    | Số tập | NSX                   | Đoàn làm phim | Bài hát chủ đề                                             | Thể loại           | Ghi chú                                                                       |
| ---------------------------------------- | ---------------------- | ------ | --------------------- | --- | ---------------------------------------------------------- | ------------------ | ----------------------------------------------------------------------------- |
| 29 tháng 8 - 5 tháng 11                  | Tin vào điều không thể | 28     | VFC và Khải Hưng Film | Vũ Hồng Sơn, Đỗ Chí Hướng (đạo diễn); Vũ Thu Dung (chuyển thể); Ngọc Oanh, Mạnh Cường, Ngọc Quỳnh, Kiều Anh, Trần Nhượng, Hoàng Xuân, Cao Nga, Huyền Thanh, Khôi Nguyên, Tuấn Dương, Phúc Khánh, Hữu Độ, Thúy An, Minh Tuấn, Thu Hương, Quang Vinh, Thái Hòa, Hồng Anh, Hồng Nhung, Minh Thư, Lê Nam... |                                                            | Lãng mạn, gia đình | Dựa theo bộ phim truyền hình Trung Quốc Thank You For Having Loved Me (2007). |
| 6 tháng 11 năm 2009 - 7 tháng 1 năm 2010 | Ngôi nhà hạnh phúc     | 26     | BHD                   | Vũ Ngọc Đãng (đạo diễn & kịch bản); Lương Mạnh Hải, Minh Hằng, Lam Trường, Thủy Tiên, Hiếu Hiền, Tường Vi, Kim Ngọc, Nguyễn Văn Tùng, Ngọc Anh, Đoàn Minh Tuấn, La Quốc Hùng, Gia Đoàn... Cameo: Tăng Thanh Hà                                                                                          | Chàng trai tháng 12 Ngôi nhà hạnh phúc Sáng tác: Thủy Tiên | Lãng mạn, hài kịch | Dựa theo bộ phim truyền hình Hàn Quốc cùng tên (2004)                         |

## VTV3 - Rubic 8
Từ ngày 28 tháng 2 năm 2009, Điện ảnh chiều thứ bảy và Văn nghệ Chủ Nhật đều ngừng phát sóng, thay thế bằng một chương trình mới gọi là Rubic 8 do Trung tâm Phim truyền hình Việt Nam và Công ty Thiên Ngân Galaxy sản xuất. Mục này liệt kê những bộ phim đã phát trong chương trình Rubic 8.
Những bộ phim này phát sóng từ 14:30 đến 15:15 thứ Bảy và Chủ Nhật trên VTV3.
| Thời gian                                | Tên                  | Số tập | NSX                  | Đoàn làm phim | Bài hát chủ đề                                        | Thể loại                 | Ghi chú |
| ---------------------------------------- | -------------------- | ------ | -------------------- | --- | ----------------------------------------------------- | ------------------------ | ------- |
| 28 tháng 2 - 16 tháng 5                  | Người đàn bà thứ hai | 23     | VFC                  | Vũ Hồng Sơn, Đỗ Chí Hướng (đạo diễn); Quỳnh Anh Team (kịch bản); Trúc Mai, Tiến Lộc, Kiều Anh, Đức Khuê, Ngọc Tản, Hương Dung, Trần Hạnh, Huyền Thanh, Bạch Diện, Kiên Cường, Thúy An, Minh Trang, Thu Huyền, Khôi Nguyên, Bình Xuyên, Huyền Sâm, Hồng Quang, Hoàng Nguyên, Sơn Nam... | Người đàn bà thứ hai Sáng tác: Nguyễn Ngọc Anh        | Gia đình                 |         |
| 17 tháng 5 - 30 tháng 8                  | 13 nữ tù             | 31     | VFC và Galaxy Studio | Lưu Trọng Ninh (đạo diễn); Đặng Thu Hà, Trần Thị Thu (kịch bản); Phương Mai, Hồng Vân, Hoàng Hạnh, Thu Quỳnh, Minh Nguyệt, Mai Phương, Lan Hoàng, Thúy Hà, Ánh Nguyệt, Lương Giang, Đỗ Quỳnh Hoa, Huyền Trang, Mai Kat... Cameo: Thanh Lam | Phù Dung Sáng tác: Pha Lê Lầm lỡ Sáng tác: Lệ Quyên   | Tội phạm                 |         |
| 5 tháng 9 năm 2009 - 10 tháng 1 năm 2010 | Bước nhảy xì tin     | 38     | VFC                  | Vũ Trường Khoa (đạo diễn); Thiều Hà Quang Nghĩa (kịch bản); Chi Hoa, Đoàn Thanh Tùng, Minh Trí, Hoàng Dũng, Minh Châu, Thanh Quý, Minh Hòa, Trần Đức, Duy Thành, Mạnh Hùng, Đức Anh, Bảo Anh, Đức Huy, Đức Anh, Khắc Hiếu, Linh Linh, Ngọc Thanh, Sao Mai, Quỳnh Mai, Thúy Vy, Duy Hiếu, Thúy Linh, Vân Navy, Ngọc Dung, Trần Hạnh, Diệp Bình, Minh Nguyệt, Dương Đức Quang, Cường Việt, Minh Kiên, ... | Xao động Sáng tác: Pha Lê Biết yêu Sáng tác: Thùy Chi | Âm nhạc, tuổi thành niên |         |